# NGC 1720
NGC 1720 je galaksija u zviježđu Eridanu.

## Vanjske poveznice
- SEDS: NGC 1720